# پیر درانکور
پیر درانکور (فرانسوی: Pierre Drancourt‎؛ زادهٔ ۱۰ مهٔ ۱۹۸۲) دوچرخه‌سوار اهل فرانسه است.
از باشگاه‌هایی که در آن رکاب زده‌است می‌توان به تیم دوچرخه‌سواری دیرکت انرژی و روبه–لیل متروپول اشاره کرد.